# 東元俊哉
東元 俊哉（ひがしもと としや、1981年10月27日 - ）は日本の漫画家。北海道出身。北広島市在住。代表作は『テセウスの船』。2024年より『くらげバンチ』（新潮社）にて、『ムシバミヒメ』を連載している。

## 来歴
2006年、LUHEN名義で『Go!Go!ジャンプ』（集英社）に掲載された『レマ宇宙探検隊』でデビューする。
2007年、東元俊也名義で『別冊ヤングマガジン』（講談社）21号と22号に『ゼロガク』の前後編を掲載。2008年、『週刊ヤングマガジン』（同）43号より『破道の門』を連載。
2011年、『週刊ヤングマガジン』36・37合併号より『湘南レスキュー部』の連載を開始。2013年、同誌48号より『バウンスアウト』を連載。
2015年7月発売の『漫画ゴラクスペシャル』（日本文芸社）6月号より『野良をつく』の連載を開始。2016年7月発売の同誌8月号から『バタフライ』を連載。
2017年、名義を東元俊哉に変更して『テセウスの船』の連載を開始。当作はTBS系『日曜劇場』にて、2020年1月からテレビドラマ化される。
2020年、『ビッグコミックスピリッツ』（小学館）45号から『プラタナスの実-小児科医療チャンネル-』の連載を開始し、2021年1号から『プラタナスの実』へタイトル変更。当作は2023年24号に完結した。
2024年、『くらげバンチ』にて、『ムシバミヒメ』を連載開始。

## 作品リスト

### 東元俊也 名義
- ゼロガク（『別冊ヤングマガジン』No.21 - No.22、2007年） - 前後編
- 破道の門（『週刊ヤングマガジン』2008年43号[7] - 2010年45号[17]、講談社、全10巻） - 電子書籍では日本文芸社より全6巻
- 湘南レスキュー部（『週刊ヤングマガジン』2011年36・37合併号[8] - 、講談社、既刊1巻）
- バウンスアウト（原作：西条隆男、『週刊ヤングマガジン』2013年48号[9] - 2014年52号、講談社、全5巻）
- 野良をつく（『漫画ゴラクスペシャル』2015年6月号[10] - 2016年7月号、日本文芸社、全2巻）
- バタフライ（『漫画ゴラクスペシャル』2016年8月号[11] - 2017年1月号、日本文芸社、全1巻）

### 東元俊哉 名義
- テセウスの船（『モーニング』2017年30号[12] - 2019年30号[18]、講談社、全10巻）
- プラタナスの実（『ビッグコミックスピリッツ』2020年45号[13] - 2023年24号[16]、小学館、全10巻）
- 家族（『くらげバンチ』2020年10月30日[19]、新潮社） - 読み切り[19]
- ムシバミヒメ（『くらげバンチ』2024年5月28日[5] - ）

### イラスト
- 君は君の道をゆけ（著：齋藤孝、ワニブックス、2020年6月19日発売、ISBN 978-4-8470-9914-4）

### その他
- ミッキーマウス90周年記念イラスト集 gift（2019年6月28日発売[20]、講談社） - イラスト[20]
- コミック ダ・ヴィンチコーナー 医療マンガ特集（『ダ・ヴィンチ』2021年5月号[21]）